# Егзил (филм)
Егзил је драмски филм из 2020. године, у режији Висара Морине. Био је косовски представник за најбољи међународни филм на 93. додели Оскара али није номинован.

## Синопсис
Имигрант са Косова и Метохија који живи у Немачкој верује да је жртва ксенофобије, али је то можда само његова сопствена параноја која измиче контроли.

## Улоге
| Глумац          | Улога   |
| --------------- | ------- |
| Мишел Матичевић | Џафер   |
| Сандра Хилер    | Нора    |
| Рејнер Бок      | Урз     |
| Томас Мраз      | Манфред |